# Edwardsiana staminata
Edwardsiana staminata är en insektsart som först beskrevs av Ribaut 1931.  Edwardsiana staminata ingår i släktet Edwardsiana och familjen dvärgstritar. Arten är reproducerande i Sverige. Inga underarter finns listade i Catalogue of Life.